# Station Frysztak
Station Frysztak is een spoorwegstation in de Poolse plaats Frysztak.